# Sistan
Sistan (perz. سیستان‎; Sīstān), regija koja obuhvaća dijelove istočnog Irana odnosno jugozapadnog Afganistana i Pakistana.

## Etimologija
Etimološko značenje Sistana proizlazi iz Sakastana tj. „Zemlje Saka”, skitskih plemena koji su nastanili područje koncem 2. stoljeća pr. Kr. Ranije, tijekom ahemenidskog i seleukidskog razdoblja, regija je bila poznata kao Drangijana.

## Zemljopis
Žarište Sistana nalazi se uz iransko-afganistansku granicu, plodnoj depresiji sastavljenoj od niza jezera poput Hamun-e Helmanda, Hamun-e Sabarija i Hamun-e Puzaka (nekad spojena u jedno - Hamun) odnosno unutrašnjih delti rijeka među kojima je najznačajnija Helmand. Najveći gradovi u ovom području su Zabol s iranske odnosno Zarandž s afganistanske strane.

## Povijest
Najpoznatija arehološka nalazišta u Sistanu su Šaher-e Sohte (perz. شهر سوخته; „Spaljeni grad”) koje se povezuje s Jiroftskom kulturom, te nalazište na Hadžehu, brdu na otoku usred jezera Hamun.
Sistan je u povijesti bio važno zoroastrijsko središte, u doba Sasanida tamošnje jezero Hamun bilo jedno od dva glavna odredišta zoroastrijskih hodočasnika. Zoroastrijci vjeruju da je jezero čuvar Zarathuštrinog sjemena, te da će prije konačne obnove svijeta tri djevice ući u jezero i roditi tri mesijska saošjanta koji će spasiti čovječanstvo.
U srednjem vijeku, Sistan je bio rodni kraj Safarida, iranske dinastije koja je vladala u 9. i 10. stoljeću. Suvremene političke granice između Irana, Afganistana i Pakistana koje se protežu Sistanom uspostavljene su koncem 19. odnosno početkom 20. stoljeća na temelju arbitraža koje su predvodili britanski časnici F. J. Goldsmid (1872.) i Henry McMahon (1905.).

## Poveznice
- Drangijana - drevna pokrajina približno istih zemljopisnih okvira
- Sistan i Beludžistan - suvremena iranska pokrajina
- Nimruz - suvremena afganistanska pokrajina